# Zorkuls naturreservat
Zorkuls naturreservat är ett 1610 km² stort naturskyddsområde i sydöstra Tadzjikistan kring sjön med samma namn. Det ligger i den autonoma provinsen Gorno-Badachsjan vid gränsen mot Afghanistan. Området var ursprungligen en enklare skyddszon som inrättades 1972 för att skydda stripgåsen (Anser indicus). Det uppgraderades år 2000 till naturreservat och 2006 upptogs regionen i Tadzjikistans tentativa världsarvslista.
Sjön får sitt vatten av glaciärer och ligger cirka 4125 meter över havet. Förutom Zorkulsjön förekommer två andra större sjöar i reservatet. Den högsta bergstoppen i området ligger cirka 6000 meter över havet. Landskapet påminner om en öken eller en stäpp och temperaturen varierar mycket mellan sommar och vinter samt mellan dag och natt.
Floran utgörs av alpina växter och träd eller större buskar saknas helt. Typiska växter tillhör släktet Acantholimon och klovedelsläktet samt olika grässorter. I reservatet iakttogs cirka 110 olika fågelarter. Av dessa lever 12 hela året i regionen, 21 arter kommer för att fortplanta sig och cirka 75 arter är tillfälliga besökare.
De flesta däggdjur i reservatet är av mindre storlek. Här lever många asiatiska bergssorkar (Alticola), pipharar, murmeldjur och individer av hamsterarten Cricetulus migratorius samt av haren Lepus tolai. De jagas av rovdjur som vesslor, hermelin, lodjur, brunbjörn, rödräv, varg och snöleopard. Andra större däggdjur är argali (Ovis ammon) och sibirisk stenbock (Capra sibirica).